# Люппе-Вьоль
Люппе́-Вьоль (фр. Luppé-Violles) — коммуна во Франции, находится в регионе Юг — Пиренеи. Департамент — Жер. Входит в состав кантона Ногаро. Округ коммуны — Кондом.
Код INSEE коммуны — 32220.

## География

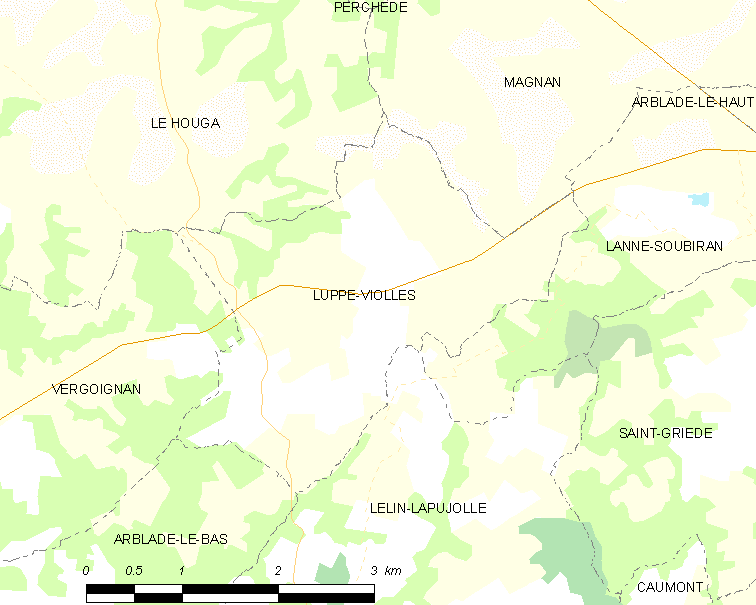
Карта коммуны

Коммуна расположена приблизительно в 600 км к югу от Парижа, в 130 км западнее Тулузы, в 60 км к западу от Оша.

## Климат
Климат умеренно-океанический. Лето жаркое и немного дождливое, температура часто превышает 35 °С. Зимой часто бывает отрицательная температура и ночные заморозки. Годовое количество осадков — 700—900 мм.

## Население
Население коммуны на 2010 год составляло 146 человек.
| 1962 | 1968 | 1975 | 1982 | 1990 | 1999 | 2010 |
| ---- | ---- | ---- | ---- | ---- | ---- | ---- |
| 181  | 172  | 150  | 136  | 129  | 126  | 146  |

## Администрация
| Период | Период | Фамилия              | Партия | Примечания |
| ------ | ------ | -------------------- | ------ | ---------- |
| 2001   | 2020   | Жан-Пьер Эттори-Даба |        |            |

## Экономика
В 2010 году среди 82 человек трудоспособного возраста (15-64 лет) 57 были экономически активными, 25 — неактивными (показатель активности — 69,5 %, в 1999 году было 72,0 %). Из 57 активных жителей работали 54 человека (32 мужчины и 22 женщины), безработных было 3 (2 мужчин и 1 женщина). Среди 25 неактивных 4 человека были учениками или студентами, 12 — пенсионерами, 9 были неактивными по другим причинам.

## Достопримечательности
- Церковь XII века. Исторический памятник с 1974 года[4]